# Nils Westermark
Nils Johan Hugo Westermark (ur. 9 września 1892 w Sztokholmie, zm. 24 stycznia 1980 tamże) – szwedzki lekarz radiolog i żeglarz, olimpijczyk, zdobywca srebrnego medalu w regatach na Letnich Igrzyskach Olimpijskich w 1912 roku w Sztokholmie. Opisał objaw radiologiczny zwany objawem Westermarka. 
Na Letnich Igrzyskach Olimpijskich 1912 zdobył srebro w żeglarskiej klasie 8 metrów. Załogę jachtu Sans Atout tworzyli również jego brat Herbert, Alvar Thiel, Bengt Heyman i Emil Henriques.